# Liste des monuments nationaux du district de Viana do Castelo
Cet article recense les monuments nationaux du district de Viana do Castelo, au Portugal.

## Liste
| Site                                                | Municipalité          | Identifiant | Coordonnées                        | Image |
| --------------------------------------------------- | --------------------- | ----------- | ---------------------------------- | ----- |
| Pelourinho de Arcos de Valdevez (pt)                | Arcos de Valdevez     | 70210       | 41° 50′ 47″ nord, 8° 25′ 06″ ouest |       |
| Monastère de Ermelo (pt)                            | Arcos de Valdevez     | 70415       | 41° 51′ 13″ nord, 8° 17′ 22″ ouest |       |
| Palais da Giela (pt)                                | Arcos de Valdevez     | 70543       | 41° 51′ 00″ nord, 8° 24′ 30″ ouest |       |
| Castro de Ázere                                     | Arcos de Valdevez     | 70604       | 41° 51′ 29″ nord, 8° 24′ 17″ ouest |       |
| Pelourinho de Soajo (pt)                            | Arcos de Valdevez     | 71221       | 41° 52′ 26″ nord, 8° 15′ 52″ ouest |       |
| Antas de Serra do Soajo                             | Arcos de Valdevez     | 71222       | 41° 53′ 03″ nord, 8° 18′ 49″ ouest |       |
| Sistelo (pt)                                        | Arcos de Valdevez     | 9109744     | 41° 58′ 24″ nord, 8° 22′ 29″ ouest |       |
| Anta de Barrosa                                     | Caminha               | 70157       | 41° 48′ 36″ nord, 8° 51′ 02″ ouest |       |
| Pont roman de Vilar de Mouros (pt)                  | Caminha               | 70178       | 41° 53′ 15″ nord, 8° 47′ 22″ ouest |       |
| Fort d'Ínsua                                        | Caminha               | 70476       | 41° 51′ 33″ nord, 8° 52′ 29″ ouest |       |
| Laje das Fogaças                                    | Caminha               | 70679       | 41° 54′ 29″ nord, 8° 47′ 06″ ouest |       |
| Église Matriz de Caminha (pt)                       | Caminha               | 70680       | 41° 52′ 41″ nord, 8° 50′ 20″ ouest |       |
| Torre do Relógio (Caminha) (pt)                     | Caminha               | 70681       | 41° 52′ 34″ nord, 8° 50′ 20″ ouest |       |
| Chafariz do Terreiro (pt)                           | Caminha               | 70682       | 41° 52′ 32″ nord, 8° 50′ 19″ ouest |       |
| Monastère São João de Arga (pt)                     | Caminha               | 72533       | 41° 50′ 18″ nord, 8° 43′ 57″ ouest |       |
| Église de Fiães                                     | Melgaço               | 69796       | 42° 07′ 00″ nord, 8° 12′ 00″ ouest |       |
| Château de Castro Laboreiro                         | Melgaço               | 69848       | 42° 01′ 22″ nord, 8° 09′ 30″ ouest |       |
| Pont de Cava da Velha                               | Melgaço               | 69849       | 42° 00′ 12″ nord, 8° 09′ 50″ ouest |       |
| Église de Paderne (pt)                              | Melgaço               | 70177       | 42° 05′ 23″ nord, 8° 16′ 27″ ouest |       |
| Château de Melgaço                                  | Melgaço               | 70300       | 42° 06′ 52″ nord, 8° 15′ 35″ ouest |       |
| Murailles de Melgaço                                | Melgaço               | 70301       | 42° 06′ 52″ nord, 8° 15′ 35″ ouest |       |
| Chapelle Nossa Senhora da Orada (pt)                | Melgaço               | 70302       | 42° 07′ 12″ nord, 8° 15′ 08″ ouest |       |
| Castro de Melgaço                                   | Melgaço               | 70303       | 42° 04′ 53″ nord, 8° 16′ 33″ ouest |       |
| Cruzeiro de São Julião (pt)                         | Melgaço               | 70304       | 42° 06′ 58″ nord, 8° 15′ 15″ ouest |       |
| Cruzeiro de São Gregório                            | Melgaço               | 70619       | 42° 08′ 08″ nord, 8° 12′ 21″ ouest |       |
| Palais de Brejoeira                                 | Monção                | 69795       | 42° 02′ 29″ nord, 8° 29′ 39″ ouest |       |
| Château de Monção (pt)                              | Monção                | 70678       | 42° 04′ 43″ nord, 8° 28′ 48″ ouest |       |
| Castro de São Caetano                               | Monção                | 71152       | 42° 02′ 24″ nord, 8° 26′ 38″ ouest |       |
| Église de Longos Vales (pt)                         | Monção                | 71153       | 42° 03′ 04″ nord, 8° 26′ 40″ ouest |       |
| Torre de Lapela (pt)                                | Monção                | 71196       | 42° 03′ 23″ nord, 8° 32′ 17″ ouest |       |
| Église São Pedro de Rubiães (pt)                    | Paredes de Coura      | 71137       | 41° 53′ 47″ nord, 8° 37′ 31″ ouest |       |
| Bornes milliaires de la voie romaine de Braga à Tui | Paredes de Coura      | 71138       | 41° 54′ 01″ nord, 8° 39′ 05″ ouest |       |
| Église de Bravães (pt)                              | Ponte da Barca        | 69876       | 41° 47′ 52″ nord, 8° 27′ 11″ ouest |       |
| Château de Lindoso                                  | Ponte da Barca        | 70164       | 41° 52′ 01″ nord, 8° 11′ 57″ ouest |       |
| Pelourinho de Ponte da Barca (pt)                   | Ponte da Barca        | 70600       | 41° 48′ 31″ nord, 8° 25′ 14″ ouest |       |
| Pont de Ponte da Barca (pt)                         | Ponte da Barca        | 70601       | 41° 48′ 34″ nord, 8° 25′ 15″ ouest |       |
| Église de Ponte da Barca (pt)                       | Ponte da Barca        | 70602       | 41° 48′ 29″ nord, 8° 25′ 11″ ouest |       |
| Église São Martinho de Crasto                       | Ponte da Barca        | 70618       | 41° 46′ 29″ nord, 8° 25′ 49″ ouest |       |
| Voie romaine de Braga à Tui                         | Ponte de Lima         | 70579       | 41° 44′ 45″ nord, 8° 33′ 42″ ouest |       |
| Pont de Ponte de Lima                               | Ponte de Lima         | 71219       | 41° 46′ 07″ nord, 8° 35′ 04″ ouest |       |
| Chapelle do Anjo da Guarda (pt)                     | Ponte de Lima         | 71220       | 41° 46′ 12″ nord, 8° 35′ 15″ ouest |       |
| Église São Fins de Friestas (pt)                    | Valença               | 69774       | 42° 01′ 53″ nord, 8° 34′ 56″ ouest |       |
| Place-forte de Valença                              | Valença               | 70235       | 42° 01′ 57″ nord, 8° 38′ 42″ ouest |       |
| Citânia de Santa Luzia                              | Viana do Castelo      | 70271       | 41° 42′ 19″ nord, 8° 50′ 07″ ouest |       |
| Palais municipal de Viana do Castelo (pt)           | Viana do Castelo      | 70305       | 41° 41′ 38″ nord, 8° 49′ 41″ ouest |       |
| Église Santa Cruz de Viana do Castelo (pt)          | Viana do Castelo      | 70306       | 41° 41′ 28″ nord, 8° 50′ 03″ ouest |       |
| Misericórdia de Viana do Castelo                    | Viana do Castelo      | 70307       | 41° 41′ 38″ nord, 8° 49′ 42″ ouest |       |
| Câmara Municipal de Viana do Castelo                | Viana do Castelo      | 70308       | 41° 41′ 42″ nord, 8° 49′ 47″ ouest |       |
| Maison de João Velho                                | Viana do Castelo      | 70309       | 41° 41′ 37″ nord, 8° 49′ 39″ ouest |       |
| Maison de Miguel de Vasconcelos                     | Viana do Castelo      | 70310       | 41° 41′ 36″ nord, 8° 49′ 39″ ouest |       |
| Chafariz da Praça da Rainha (pt)                    | Viana do Castelo      | 70311       | 41° 41′ 37″ nord, 8° 49′ 42″ ouest |       |
| Église São Cláudio de Nogueira (pt)                 | Viana do Castelo      | 71122       | 41° 43′ 48″ nord, 8° 43′ 31″ ouest |       |
| Pelourinho de Vila Nova de Cerveira                 | Vila Nova de Cerveira | 70701       | 41° 56′ 26″ nord, 8° 44′ 42″ ouest |       |